# 取引デジタルプラットフォームを利用する消費者の利益の保護に関する法律
取引デジタルプラットフォームを利用する消費者の利益の保護に関する法律（とりひきデジタルプラットフォームをりようするしょうひしゃのりえきのほごにかんするほうりつ、令和3年5月10日法律第32号）は、違法商品の流通等に対し法執行を厳正に行うことに関する日本の法律である。通称デジプラ法またはDPF消費者保護法。
取引デジタルプラットフォームを利用して行われる通信販売に係る取引の適正化および紛争の解決の促進に関し、取引デジタルプラットフォーム提供者の協力を確保し、もって取引デジタルプラットフォームを利用する消費者の利益を保護することを目的とする（第1条）。

## 背景
情報通信技術の発展により取引デジタルプラットフォーム（取引DPF）が国民の消費生活の中で重要な基盤となったが、取引DPFにおいては、危険商品等の流通が行われることもあり得るのに対し、その販売業者が特定できないこと等により紛争解決が困難となる等の問題が発生しており、消費者の安心・安全の確保のため、模倣品の流通などによる紛争解決の促進を図ることが必要とされた。
そこで、消費者庁に「デジタル・プラットフォーム企業が介在する消費者取引における環境整備等に関する検討会」が設置され、同検討会における論点整理を経て、違法商品の流通等に対し法執行を厳正に行うことを基本的視点として施策を講じる必要性が確認された。

## 内容
本法は主として以下のような施策を内容としている。
1. 取引DPF提供者の努力義務（第3条） - 取引DPF提供者は以下の努力義務を負うこととされた。
  1. 消費者が販売業者等と円滑に連絡することができるようにするための措置
  2. 販売条件等の表示に関し消費者から苦情の申出を受けた場合において、当該苦情に係る事情の調査等の措置
  3. 必要に応じた販売業者の身元確認
2. 商品等の出品の停止（第4条） - 危険商品等が出品され、販売業者の身元不明等の理由により個別法の執行が不可能である場合には、内閣総理大臣が取引DPF提供者に対し出品の削除等を要請できることとなった。同要請に応じて出品の削除等を行った場合、取引DPF業者は販売業者から受ける損害賠償請求等から免責される。
3. 販売業者に係る情報の開示請求権（第5条） - 消費者が販売業者に対し損害賠償請求等を行うために必要な情報の開示請求権が法定された。本請求権の適切な行使に応じた取引DPF提供者は免責される。
4. 申出制度（第10条） - 消費者被害を消費者庁に申し立て、適切な措置を講じることができることとする制度が創設された。